# Јовац (Двор)
Јовац је насељено мјесто у општини Двор, у Банији, Сисачко-мославачка жупанија, Република Хрватска.

## Историја
Јовац се од распада Југославије до августа 1995. године налазио у Републици Српској Крајини.

## Становништво
На попису становништва 2011. године, Јовац је имао 20 становника.
| Националност       | 1991. | 1981. | 1971. | 1961. |
| Срби               | 221   |       |       |       |
| Југословени        | 2     |       |       |       |
| Хрвати             | 3     |       |       |       |
| остали и непознато | 1     |       |       |       |
| Укупно             | 227   | '     | '     | '     |

| Демографија | Демографија | Демографија |
| Година      | Становника  | Становника  |
| ----------- | ----------- | ----------- |
| 1981.       | 188         |             |
| 1991.       | 227         |             |
| 2001.       | 22          |             |

## Попис1991.
На попису становништва 1991. године, насељено место Јовац је имало 227 становника, следећег националног састава:
| Попис 1991.‍  | Попис 1991.‍  | Попис 1991.‍ | Попис 1991.‍ | Попис 1991.‍ |
| ------------ | ------------ | ----------- | ----------- | ----------- |
|              |              |             |             |             |
| Срби         | Срби         |             | 221         | 97,35%      |
| Хрвати       | Хрвати       |             | 3           | 1,32%       |
| Југословени  | Југословени  |             | 2           | 0,88%       |
| неопредељени | неопредељени |             | 1           | 0,44%       |
| укупно: 227  |              |             |             |             |